# Санбери (Пенсилванија)
Санбери (енгл. Sunbury) град је у америчкој савезној држави Пенсилванија. По попису становништва из 2010. у њему је живело 9.905 становника.

## Демографија
Према попису становништва из 2010. у граду је живело 9.905 становника, што је 705 (6,6%) становника мање него 2000. године.
| Група             | 2000.          | 2010.         |
| Белци             | 10.014 (94,4%) | 8.771 (88,6%) |
| Афроамериканци    | 137 (1,3%)     | 278 (2,8%)    |
| Азијати           | 28 (0,3%)      | 27 (0,3%)     |
| Хиспаноамериканци | 328 (3,1%)     | 660 (6,7%)    |
| Укупно            | 10.610         | 9.905         |